# Giacomo Sormanni
Giacomo Sormanni est un écrivain italien.

## Biographie
Giacomo Sormanni est l'auteur d'une bibliographie sur le vin et la viticulture en Italie depuis le XVe siècle jusqu'en 1881.

## Publications
- Catalogo ragionato delle opere di viticultura ed enologia publicate in Italia o in italiano dal principio della stampa sino a tutto l'anno 1881. Milan, Eusabiena, 1883. Forni, 1983.
- Almanacco della vite e del vino.. Milano Carlo Brigola 1881.